# Зеленины
Зеле́нины — древний русский дворянский род, известный с конца XV века. Основателем является новогородский помещик Зеленя Бирилёв.
В «Ономастиконе» Веселовского есть:
- Зеленя Бирилев, помещик, конец XV в., Великий Новгород;
- Маркел Зеленин, казнён в опричнине;
- Дмитрий Иванович Зеленин, 1600 г., Великий Новгород;
- Дмитрий Иванович, 1602 г., Великий Новгород (он же?);
- Иван Николаевич Зеленин, (1819-?) — выпущен из Оренбургского батальона военных кантонистов топографом, 1 января 1836 года произведён во 2 класс; унтер-офицером 6 декабря 1837 года. В 1841 году участвовал в экспедиции И. Ф. Бларамберга. В июле 1869 года вместе с Наказным атаманом Уральской области Верёвкиным Н. А., в составе сводного отряда, принимал участие в основании Уильского укрепления в Киргизской степи Оренбургского ведомства и некоторое время был Воинским начальником Уильского укрепления в чине капитана (1870 год) — Газета «Уральскія войсковыя вѣдомости» № 17 от 3 мая 1870 года, (автор Ярошенко О. Г.)

В Елецком уезде (существовавшем в 1615—1715 годах) дворянское звание было оставлено за 90 человеками из общего числа детей боярских, составлявшего примерно 1300 человек. В число дворян вошли: <…> Зеленины <…>.

## Представители
- Зеленя Бирилев, помещик, конец XV в., Великий Новгород;
- Маркел Зеленин, казнён в опричнине;
- Дмитрий Иванович Зеленин, 1600 г., Великий Новгород;
- Дмитрий Иванович, 1602 г., Великий Новгород (он же?);
- Булат Иванович Зеленин и Юрий Булатович Зеленин. Курские дворяне, жившие в первой половине XVII века в Рыльском уезде.

В документах XVII в. упоминается рыльский дворянин «Юрья Булатов сын Зеленин — на коне в саадаке, да человек на мерине с пищалью с простым конём»
- Акулина Киреевна Зеленина, ум.29 марта 1642. Жена Юрия Булатовича Зеленина.

«Лета 7150 года (1642) марта в 29 день преставис раба Божия Акилина Кирева (Киреева) дочь Юрьева жена Зеленина»
- Фёдор Зеленин, 3-я четверть XVII века, помещик в Плюсском крае.
- Зеленин, Александр Степанович — полковник (см. Гренадерский лейб-гвардии полк)
- Зеленин, Валериан Николаевич — военный инженер, архитектор Санкт-Петербурга.
- Зеленин, Егор (Георгий) Николаевич — подполковник
- Иван Николаевич Зеленин, (1819-?) — брат предыдущего, выпущен из Оренбургского батальона военных кантонистов топографом, 1 января 1836 года произведён во 2 класс; унтер-офицером 6 декабря 1837 года. В 1841 году участвовал в экспедиции И. Ф. Бларамберга. В июле 1869 года вместе с Наказным атаманом Уральской области Верёвкиным Н. А. в составе сводного отряда принимал участие в основании Уильского укрепления в Киргизской степи Оренбургского ведомства и некоторое время был Воинским начальником Уильского укрепления в чине капитана (1870 год) – Газета "Уральскія войсковыя вѣдомости" №17 от 3 мая 1870 года, (автор Ярошенко О. Г.)
- Зеленин Иван, 1872 г. рождения, место рождения неизвестно. Имел звание дворянина.

Его две детей:
Сын — Зеленин Николай Иванович, 1894 г. рождения. Предположительно родился в современной Северо-Казахстанской области (Пресновский район, с. Новорыбинка). Офицер. Сохранил дворянское звание отца. Был разорён и сослан, как полагают родственники, в Свердловск.
Дочь — Зеленина Евдокия Ивановна, 1897 г. рождения.
- Зеленин Леонид Владимирович (р.28.05.1892 г. — 1920).

Лётчик, офицер РИА и Добровольческой Армии. Православный. Из дворян.
Расстрелян в Севастополе по решению тройки.
Жена — Орлова Евгения Павловна, уроженка Санкт—Петербурга. Православная. Из дворян.
Сын — Зеленин Георгий Леонидович, (1920—1978), жил в Санкт-Петербурге, участник ВОВ.
Зеленин Георгий Леонидович (1920-1978), участник ВОВ, жена Семенова Валентина Николаевна (1934-2014), дочь Коричкина Елена Георгиевна
Зеленина Виктория Владимировна — известный научный деятель.

## В литературе
- После смерти А. П. Чехова в январской книжке «Русской мысли» за 1905 год, в подборке «Из набросков А. П. Чехова», помещены незаконченные произведения — «У Зелениных», «Калека» и «Волк» (переработка рассказа «Водобоязнь», опубликованного в «Петербургской газете» в 1886 г.).

## Также
- Зеленин